# 车头镇 (嘉禾县)
车头镇，是中华人民共和国湖南省郴州市嘉禾县下辖的一个乡镇级行政单位。

## 行政区划
车头镇下辖以下地区：
车头社区、乌田村、龙泉村、横洞村、荆林村、荫溪村、油涵村、井洞村、平田村、石田村、新木村和车头村。